# Districtul Sukhirin
Sukhirin (în thailandeză สุคิริน) este un district (Amphoe) din provincia Narathiwat, Thailanda, cu o populație de 22.194 de locuitori și o suprafață de 513,0 km².

## Componență
Districtul este subdivizat în 5 subdistricte (tambon), care sunt subdivizate în 41 de sate (muban).
| Nr. | Nume          | În thailandeză | Sate | Locuitori |  |
| --- | ------------- | -------------- | ---- | --------- |  |
| 1.  | Mamong        | มาโมง          | 10   | 5618      |  |
| 2.  | Sukhirin      | สุคิริน           | 13   | 5949      |  |
| 3.  | Kia           | เกียร์           | 5    | 3803      |  |
| 4.  | Phukhao Thong | ภูเขาทอง        | 8    | 2445      |  |
| 5.  | Rom Sai       | ร่มไทร          | 5    | 4379      |  |